# Douglas Young
Douglas William Young SVD (ur. 23 stycznia 1950 w Brisbane) – australijski duchowny katolicki, pracujący w Papui-Nowej Gwinei, arcybiskup Mount Hagen w latach 2006–2025. 

## Życiorys
Święcenia kapłańskie otrzymał w dniu 13 sierpnia 1977 roku w zgromadzeniu Werbistów. 

## Episkopat
14 kwietnia 2000 papież Jan Paweł II mianował go biskupem pomocniczym archidiecezji Mount Hagen z tytularną stolicą Rusubbicari. Sakry biskupiej udzielił mu 2 lipca 2000 arcybiskup metropolita Mount Hagen - Michael Meier. 17 lipca 2006 papież Benedykt XVI mianował go arcybiskupem metropolitą Mount Hagen. 18 marca 2025 papież Franciszek przyjął jego rezygnację z tego urzędu. 